# Verdienstmedaille der Deutschen Reichsbahn

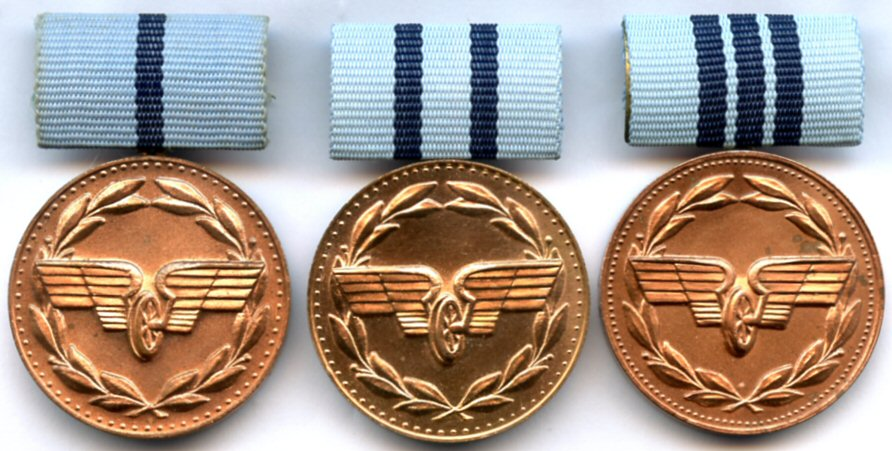

Die Verdienstmedaille der Deutschen Reichsbahn war eine staatliche Auszeichnung  der Deutschen Demokratischen Republik (DDR), welche in Form einer tragbaren Medaille verliehen wurde.

## Geschichte
Die Medaille wurde am 18. Oktober 1956 in einer Stufe gestiftet. Ihre Verleihung erfolgte für aktiven sowie selbstlosen Einsatz bei der Deutschen Reichsbahn. Ferner auch für mutiges und umsichtiges Verhalten sowie zur Würdigung anderer hoher Leistungen auf dem Gebiet der Reichsbahn, wobei ausdrücklich eine Mehrfachverleihung möglich war.

## Aussehen und Tragweise
Die bronzene Medaille mit einem Durchmesser von 30 mm zeigt auf ihrem Avers mittig das Flügelrad der Deutschen Reichsbahn, dessen Schwingenenden in den geflochtenen Lorbeerkranz hineinreichen. Die Innere Randkante der Medaille besteht aus einem Perlenkranz der aus 68 oder 111 Perlen besteht. Das Revers der Medaille zeigt dagegen mittig bis 1973 die dreizeilige Inschrift: FÜR / TREUE / DIENSTE, seit 1973 ist oben mittig das kleine Staatswappen der DDR erkennbar unter der sich die zweizeilige Inschrift: FÜR TREUE / DIENSTE befindet. Getragen wurde die Medaille bis 1958 an einer 26 × 14,5 mm hellblau emaillierten Spange. Die darauf angebrachte Anzahl senkrechter dunkelblauer Streifen zeigte die Verleihungsanzahl der Medaille an, wobei der Streifen für die erste Verleihung mittig 7 mm breit war. Auf der Interimsspange war zusätzlich die Miniatur des Flügelrades der Reichsbahn aufgelegt, welches 22 mm breit war und vergoldet. 1959 änderte sich die Tragespange, so dass ab diesem Zeitpunkt die Medaille an einem 24 mm breiten Spange mit hellblauen Bande getragen wurde. Wie bei der emaillierten Spange zuvor wurde auch hier die Anzahl der Verleihungen durch entsprechende dunkelblaue und senkrecht eingewebte Streifen dargestellt. Die Miniatur des Flügelrades auf dem Bande blieb ebenfalls erhalten.

## Stufeneinteilung
Die Verdienstmedaille der Deutschen Reichsbahn erfolgte in drei Stufen. Diese waren:
- 1. Stufe
- 2. Stufe
- 3. Stufe